# Roger Julien
Ne doit pas être confondu avec Julien Roger.
Roger Julien est un homme politique français né le 11 mars 1932 à Nant, dans l'Aveyron et mort le 25 mars 1990 à Montpellier, et membre du Centre démocratique.

## Biographie
Avocat, il a été député de la Troisième circonscription de l'Aveyron de 1962 à 1967. En 1962, il était le plus jeune député de la législature. Il a été maire de Nant entre 1959 et 1989.